# رودريغو باستوريني
رودريغو باستوريني (بالإسبانية: Rodrigo Pastorini)‏ (4 مارس 1990 في الأوروغواي - ) هو لاعب كرة قدم أوروغواني في مركز الهجوم. شارك مع منتخب الأوروغواي تحت 17 سنة لكرة القدم. أما مع النوادي، فقد لعب مع بنيارول ومونتيفيديو واندررز ونادي بترولول بلويشتي ونادي دانوبيو ونادي راسينغ مونتيفيديو وMurciélagos F.C. ‏.

## روابط خارجية
- رودريغو باستوريني على موقع قاعدة بيانات كرة القدم.إي يو (الإنجليزية)
- رودريغو باستوريني على موقع Soccerway.com (الإنجليزية)
- رودريغو باستوريني على موقع عالم كرة القدم.نت (الإنجليزية)
- رودريغو باستوريني على موقع AS.com (الإسبانية)